# Chris Rodesch
Chris Rodesch (Angelsberg, 18 de julio de 2001) es un tenista profesional luxemburgués. 

## Trayectoria
Rodesch jugó tenis universitario en la Universidad de Virginia y ganó el Campeonato de Tenis Masculino de la División I de la NCAA de 2022 y el Campeonato de Tenis Masculino de la División I de la NCAA de 2023 jugando en la posición N°1 para los Virginia Cavaliers.

## Títulos ATP Challenger (1; 1+0)

### Individuales (1)
| N.° | Fecha               | Torneo                    | Superficie    | Oponente en la final | Resultado     |
| --- | ------------------- | ------------------------- | ------------- | -------------------- | ------------- |
| 1.  | 20 de abril de 2025 | Challenger de Tallahassee | Tierra batida | Emilio Nava          | 4-6, 6-3, 6-4 |